# Thorvald Aagaard

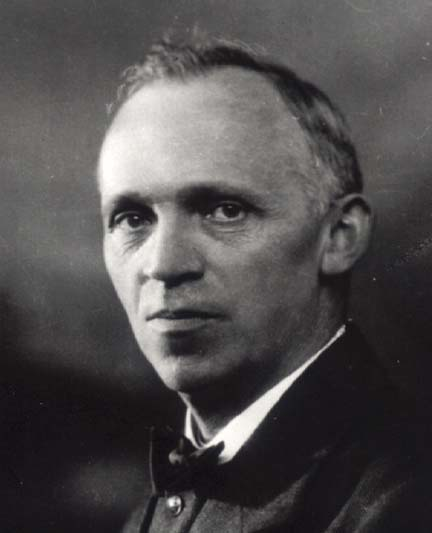
Thorvald Aagaard.

Thorvald Aagaard, född 8 juni 1877 på Rolfstedgaard i Rolsted, död 22 mars 1937 i Ringe, var en dansk musiker.
Aagard, som var organist och musiklärare på Ryslinge folkhögskola, skrev visor och folkliga melodier samt författade artiklar om kyrko- och folklig sång. Han var stiftare (1907) och ledare för Fyenske Musikanter, en amatörorkester, som gav konserter runt om på landet, främst på Fyn, i syfte att sprida kännedom om nordisk och klassisk musik.